# Reidun Tatham
Reidun Tatham, född den 20 mars 1978 i Calgary, Kanada, är en kanadensisk konstsimmare.
Hon tog OS-brons i lagtävlingen i konstsim i samband med de olympiska konstsimstävlingarna 2000 i Sydney.